# 諾布爾 (密蘇里州)
諾布爾（英語：Noble）是位於美國密蘇里州歐扎克縣的非建制地區。

## 歷史
諾布爾的郵局於1890年設立，其後於1999年停運。

## 地理
諾布爾所處的海拔為高於海平面318米（即1043英呎），而該地所採用的時區為UTC-6，即北美中部時區（CST）。同時該地設有夏令時間，為UTC-6調快一小時，即UTC-5（CDT）。